# Torsten Hebrand
Karl Torsten Hebrand, född 23 februari 1924 i Malmö, död där 24 juli 2011, var en svensk byggnadsingenjör och arkitekt.
Hebrand, som var son till disponent Herman Håkansson och Valborg Jäderberg, avlade realexamen 1940 och ingenjörsexamen vid högre tekniska läroverket i Malmö 1944. Han anställdes hos arkitekterna Clas Almquist och Ludvig Nilsson i Malmö 1944, hos arkitekt Walter Gachnang i Zürich 1947, på byggnadstekniska avdelningen vid Hermods korrespondensinstitut i Malmö 1948 och hos Fritz Jaenecke & Sten Samuelson Arkitektfirma AB 1953. Han blev redan efter några år den tredje delägaren i detta arkitektkontor och kom att fungera som handläggare för stora och komplicerade byggnadsprojekt, bland annat för Nya Ullevi och Malmö stadion inför världsmästerskapet i fotboll 1958. Han ägnade sig därefter åt sjukhusprojektering och hade som arkitekt ett avgörande inflytande över sjuksköterskeskolan, Långa raden och kirurgibyggnaden vid Malmö allmänna sjukhus. Han projekterade även industrier, nya fabriker för PLM i Malmö och Nybro, och nya anläggningar vid Malmö stadion och nybyggnaden av Atleticum liksom Teknikens och sjöfartens hus i Malmö.